# Gare d'Ise-Nakagawa
La gare d'Ise-Nakagawa (伊勢中川駅, Ise-Nakagawa-eki) est une gare ferroviaire de la ville de Matsusaka au Japon. La gare est gérée par la compagnie Kintetsu.

## Situation ferroviaire
Gare de jonction, Ise-Nakagawa marque la fin des lignes Kintetsu Nagoya et Kintetsu Osaka et le début de la ligne Kintetsu Yamada.

## Historique
La gare d'Ise-Nakagawa a été inaugurée le 18 mai 1930 sous le nom Sankyū-Nakagawa. Elle reçoit son nom actuel en 1941.

## Service des voyageurs

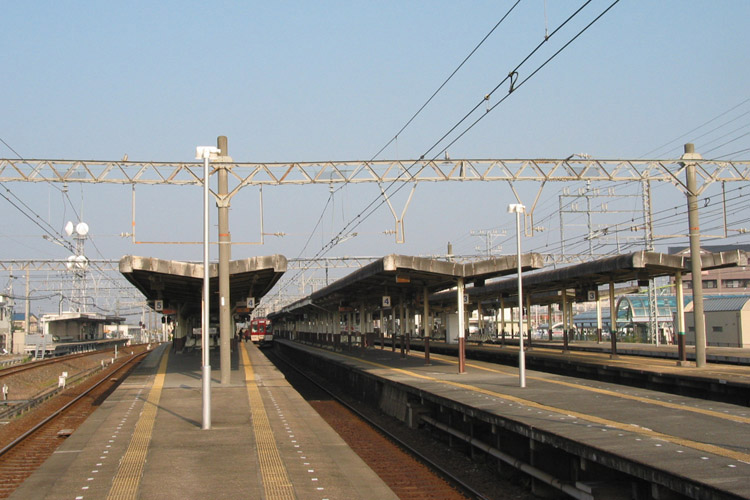
Vue des quais.

### Accueil
La gare dispose d'un bâtiment voyageurs, avec guichets, ouvert tous les jours.

### Desserte
- Ligne Kintetsu Yamada :
  - voies 1 et 2 : direction Ujiyamada et Kashikojima
- Ligne Kintetsu Nagoya :
  - voies 1 à 5 : direction Kintetsu-Nagoya
- Ligne Kintetsu Osaka :
  - voies 2 à 6 : direction  Osaka-Uehommachi et Kyoto

| Ligne Nagoya direction Kintetsu-Nagoya          |                                                 |
| Track layout of Ise-Nakagawa Station            | Ligne Yamada direction Ujiyamada et Kashikojima |
| Ligne Osaka direction Osaka-Uehommachi et Kyoto |                                                 |